# Projectiel

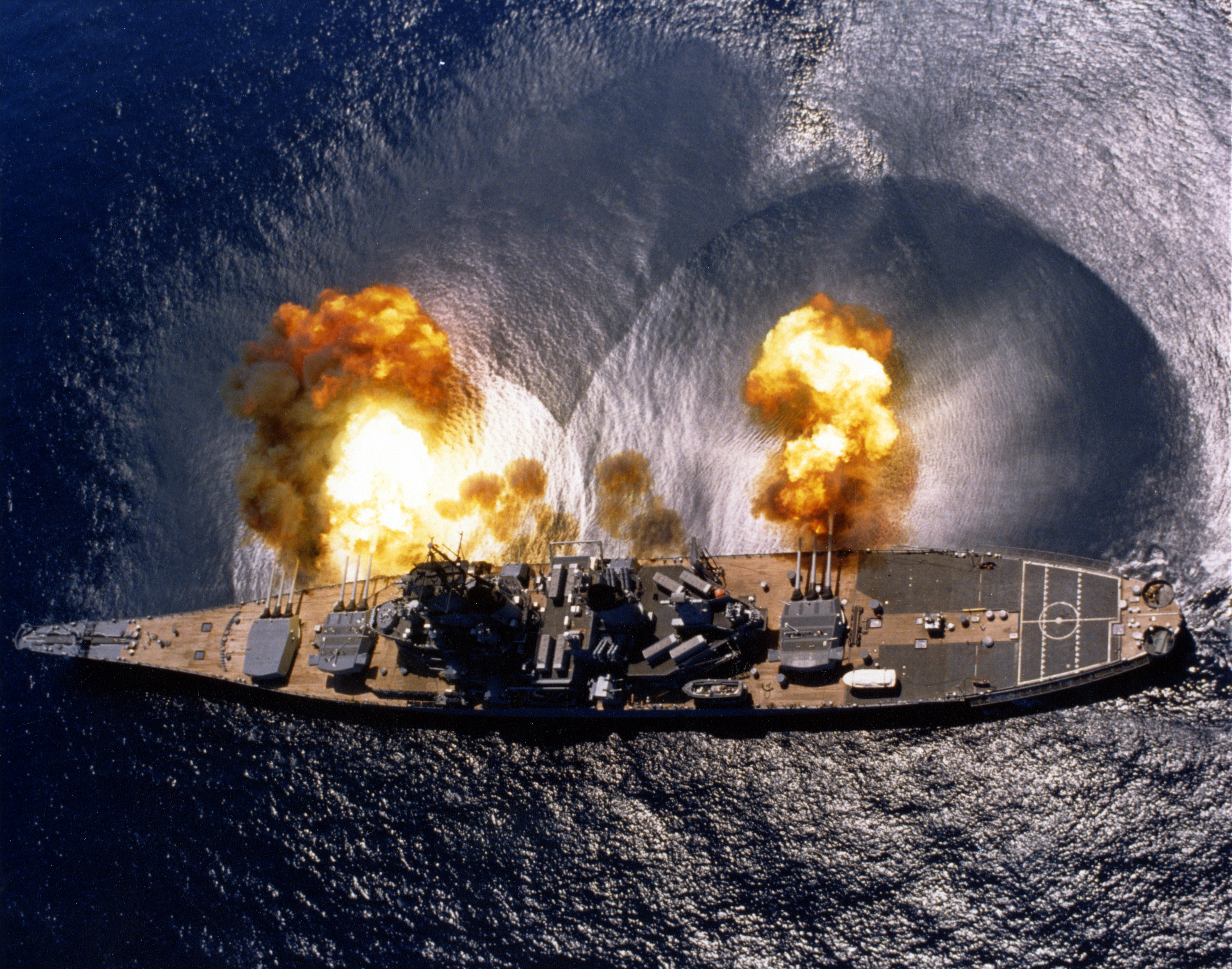
De USS Iowa schiet projectielen af tijdens een oefening (1 juli 1984).

Een projectiel is een voorwerp dat door een kracht wordt afgeschoten of weggeslingerd. Het doel van het afschieten van projectielen is meestal om iets of iemand (het doel) zo te raken dat het doel wordt uitgeschakeld (vernietigd, beschadigd, gewond of gedood). 
De effecten die optreden door het afschieten van een projectiel, tot en met de inslag, worden bestudeerd in de ballistiek. 
Een projectiel wordt meestal als wapen gebruikt. Er zijn ook andere toepassingen, zoals het gebruik van een verdovingspijltje om een wild dier onder narcose te brengen of lichtkogels om noodsignalen af te geven. Diverse sporten en hobby's zijn gebaseerd op het proberen te raken van een doel met een projectiel.
In ruimere zin kunnen brokstukken van een ontploffing of botsing bedoeld, zoals bij een granaat of bom, of onbedoeld, zoals bij een ongeluk, projectielen vormen.
Projectielen verplaatsen zich alleen door de snelheid die ze bij het afschieten hebben meegekregen. Ze worden onderscheiden van voorwerpen met eigen aandrijving, bijvoorbeeld raketten en vuurpijlen. Een projectiel kan wel de beginpositie en -snelheid van zijn baan meekrijgen van een raket die hem loslaat.

## Aandrijving
Een projectiel kan door verschillende krachtbronnen worden afgeschoten: 
- Door spierkracht, bijvoorbeeld het gooien van stenen, het werpen van speren of pijltjes gooien.
- Door luchtdruk, zoals bij een blaaspijp en een luchtdrukpistool.
- Door veerkracht, zoals bij een katapult of pijl-en-boog.
- Door een snel verlopende chemische reactie, die een hoge gasdruk veroorzaakt. Bij een vuurwapen is er dan per explosie één projectiel (de kogel), bij fragmentatie ontstaan door de explosie scherven of voorgevormde onderdelen van de omhulling van het explosief, die de projectielen vormen.
- Elektromagnetische lancering.

## Lading
Een projectiel kan een passief voorwerp zijn, zoals een steen of een loden kogel. Echter, een projectiel kan ook een nuttige lading meenemen, zoals een granaat die een explosief materiaal bevat dat op of bij het doel moet ontploffen. 
Andere voorbeelden van lading zijn: een verdovingspijltje, het gif van een giftige pijl uit een blaaspijpje, het uiteinde van een reddingslijn die vanaf een reddingsboot naar een schip in nood wordt geschoten zodat de bemanning het schip kan verlaten.

## Geleid projectiel
Een geleid projectiel wordt tijdens het afleggen van zijn baan nog bestuurd, hetzij door een ingebouwd besturingssysteem, dan wel vanaf een andere plaats, door middel van radiosignalen of via een draad, die wordt afgewikkeld terwijl het projectiel zich verplaatst. Sommige projectielen richten zich op een positie die met een laserstraal wordt aangewezen. Het kan thans ook met gps.